# Rabo de Peixe
Rabo de Peixe és una població portuguesa del municipi de la Ribeira Grande (illa de São Miguel, Açores), amb 16,98 km² d'àrea i 8.799 habitants (cens de 2021). La seva densitat de població és de 518,2 hab./km².
Amb una àrea geogràfica de 16,98 km², on s'inclou el lloc de Santana, el poble de Rabo de Peixe arriba a l'oceà Atlàntic al nord, amb Ribeira Seca i Santa Bárbara a l'oest, i amb el Livramento (Ponta Delgada) i Cabouco (Lagoa), al sud.
Viu essencialment de la pesca i de l'agricultura, i hi ha indústries de construcció civil i de transformació de peix.

## Història
Es desconeix com hauria estat poblada aquesta localitat, tot i que s'apunta que al voltant del segle xv Rabo de Peixe, conjuntament amb Ribeira Grande, es va constituir com a municipi.

## Cultura
Rabo de Peixe és un poble amb fortes arrels en la tradició de l'illa de São Miguel, té una cultura arrelada en les seves festes tradicionals, en el seu folklore, en la seva música i en el seu gran patrimoni arquitectònic.

## Tragèdia de 2001
El juny de 2001 més de 505 kg de cocaïna 80% pura van arribar a Rabo de Peixe perquè l'embarcació que la transportava (un iot Sun Kiss 47, del sicilià Antoni Quinzi) va naufragar prop de la costa açoriana. La droga havia d'arribar a l'Estat espanyol, però va acabar entre els habitants de Rabo de Peixe, que van agafar els paquets que arribaven de la mar i se'ls van quedar.
La cocaïna es va arribar a consumir de manera general entre la població. Davant la facilitat de compra a preus molt baixos, el consum de la droga va marcar una generació sencera i que la va condemnar a unes conseqüències nefastes que van persistir anys després. Es diu que fins i tot utilitzaven la droga per fregir el peix o com a sucre per al cafè.
El maig de 2023 es va presentar la sèrie Rabo de Peixe, d'Augusto Fraga, a Netflix, que parlava sobre aquest cas.